# Секстола
Ако се једна нотна вредност подели на шест једнаких делова (уместо на четири), добија се секстола (fr. sextolet, engl. sextuplet).
Секстола се бележи: 
1. само бројем 6 (изнад или испод нота) или
2. бројем 6 и луком (изнад или испод нота) или
3. бројем 6 и четвртастом положеном заградом (изнад или испод нота).

Секстола спада у неправилне тонске групе јер настаје поделом нотне вредности на 6 делова.

## Приказ настанка секстола
| Нотна вредност се | уместо на 4 | дели на 6 делова |
| Цела нота         |             |                  |
| Половина ноте     |             |                  |
| Четвртина ноте    |             |                  |

- Ако нотну вредност поделимо на 3 дела - настаје триола, ако поделимо на 5 - квинтола, на 7 - септола итд.[3]